# المحطة الحرارية (تشرين)
محطة تشرين الحرارية هي محطة توليد طاقة كهربائية تقع بالقرب من بلدة حران العواميد على بعد 50 كم جنوب شرق مدينة دمشق، وتتبع ناحية الضمير التابعة لمنطقة دوما. وهي إحدى محطات الطاقة المسؤولة عن تزويد البلاد بالطاقة. أول مدير لها هو هشام ماشفج ثم تبعه المهندس محمد خير الإمام الذي أصبح المدير العام لمحطة دير علي لاحقا وأخيرا المهندس بسام جبوري.

## مكونات المحطة ومواصفاتها
تتألف المحطة من قسمين: (القسم البخاري -  القسم الغازي)
- القسم البخاري: يتألف من مجموعتين بخاريتين استطاعة  المجموعة الواحدة 200 ميغا وات تعمل على (الفيول - المازوت - الغاز).
- القسم  الغازي: يتألف من مجموعتين استطاعة كل المجموعة الواحدة 1112.5 ميغا وات  تعمل على (الغاز - الفيول)

يبلغ عدد العاملين في الشركة 691 عاملاً  وعاملة ويستفيد العمال من السكن العمالي والنقل المجاني ووجبات الغذاء  والعلاج المجاني للعاملين وعائلاتهم والحوافز الإنتاجية والمكافآت  التشجيعية.